# Lisa avec un s
Lisa avec un s est le septième épisode de la vingt-septième saison de la série télévisée Les Simpson et le 581e épisode de la série. Il est sorti en première sur le réseau Fox le 22 novembre 2015.

## Synopsis
Un soir, Homer se rend à un tournoi de poker avec ses amis à la Taverne de Moe et promet à Lisa qu'en cas de victoire, il lui financera une inscription à un prestigieux camp de musique. Malheureusement, il perd la partie et se retrouve avec une dette de 5000 $ qu'il doit à Laney Fontaine, une ex-star du show-biz de Broadway et petite amie de Moe.
Peu de temps après, Homer invite Laney Fontaine à dîner chez lui pour essayer de la convaincre d'annuler son importante dette. Au cours du repas, Lisa accompagne l'ancienne artiste au saxophone alors que la famille l'a invité à interpréter une chanson. Impressionnée par le talent de la jeune fille, Laney Fontaine propose un marché à la famille Simpson : Homer et elle seront quitte à la condition que Lisa l'accompagne en tournée à Broadway pendant un mois. Irritée, Marge rejette d'abord l'offre, mais cède finalement devant l'enthousiasme de sa fille.
Rapidement, Lisa, épaulée par sa mentore et avec l'aide de Chazz Busby, son ancien professeur de ballet, devient une enfant star. Mais Homer et Marge, craignant d'avoir fait une erreur en la laissant partir dans un milieu qu'ils jugent plein de faux-semblants, se rendent à New York pour convaincre leur fille de rentrer à Springfield...

## Réception
Lors de sa première diffusion l'épisode a attiré 5,64 millions de téléspectateurs.